# Castello di Gorizia
Il castello di Gorizia è una fortificazione risalente all'XI secolo, costruita sul colle (155 m s.l.m.) che domina la città da cui prende il nome.

## Storia
È probabile che inizialmente una serie di strutture difensive, come un terrapieno, un fossato, una palizzata, precedettero la costruzione di un torrione o mastio di pietra nell'XI secolo, il quale fu ampliato ulteriormente durante il XIII secolo con l'aggiunta di un palazzo signorile e di un edificio di due piani. In questo stesso periodo era sicuramente presente un borgo al di fuori della palizzata, provvisto a sua volta di una barriera difensiva e composto da case costruite obbligatoriamente in muratura, imposizione data ai residenti che si aggiungeva a quella di difendere il castello in caso di attacco.

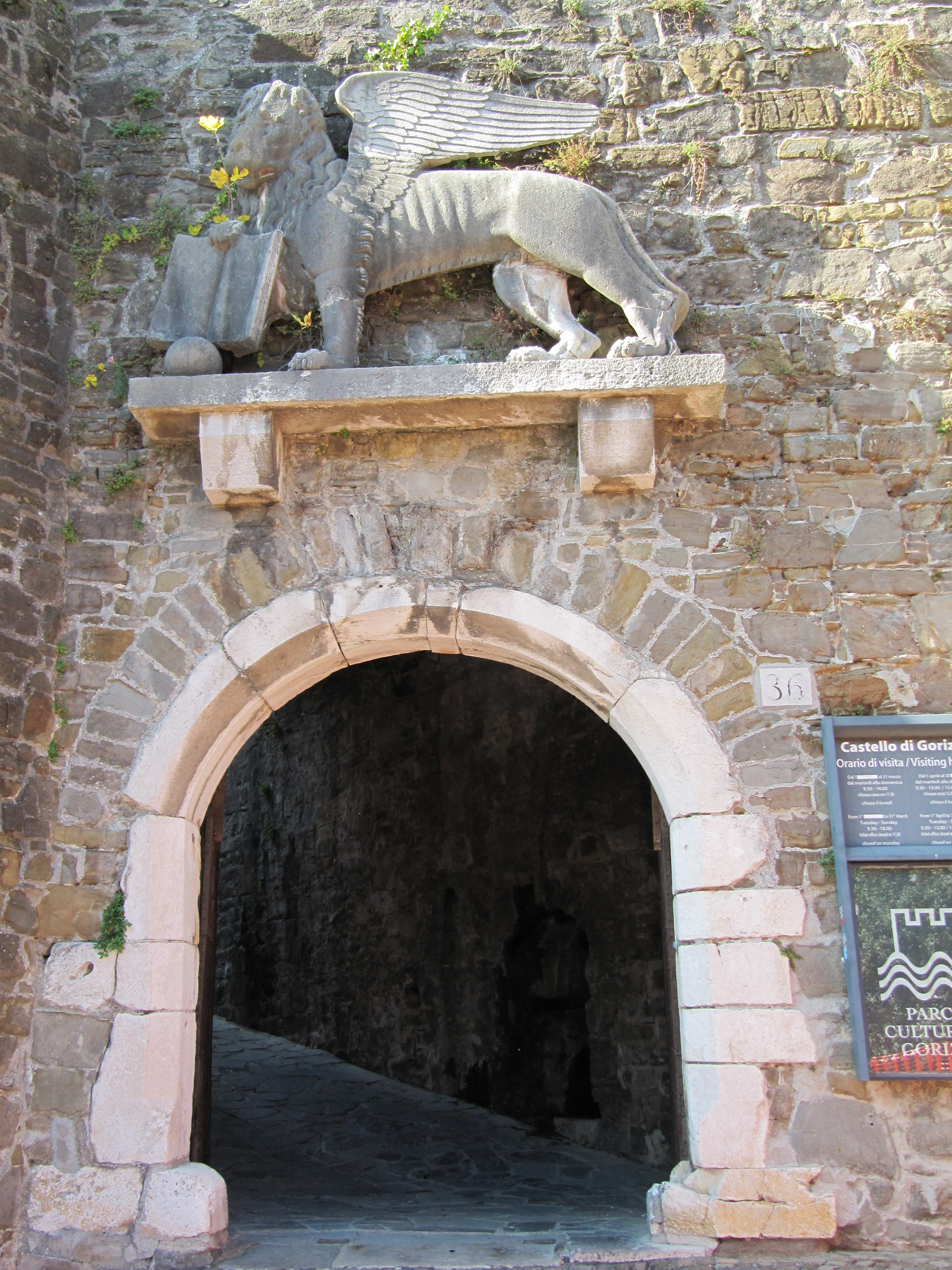
L'ingresso del castello

La prima raffigurazione del castello è risalente al 1307, impressa sul sigillo concesso alla città da Alberto II: sebbene la figura sia molto stilizzata, si riesce a distinguere chiaramente il mastio. È probabile che intorno al 1350 il castello avesse sembianze simili a quello di Bruck presso Lienz.
Alla morte di Leonardo, l'ultimo conte di Gorizia, avvenuta nel 1500, il feudo e il castello di Gorizia divennero proprietà di Massimiliano I d'Asburgo, imperatore del sacro romano impero. Questo passaggio avvenne grazie alla mediazione dell'amministratore di Leonardo, Virgilio di Graben, con l'aiuto di suo figlio Luca di Graben a Gorizia. Egli, pur rinforzandone le difese, nel 1508 perse la fortificazione e il territorio, che caddero nelle mani della Repubblica di Venezia, la quale rivendicava la successione della contea.
Sotto la Serenissima il castello ebbe un'ulteriore opera di fortificazione per renderlo più adatto alla guerra rinascimentale, che comprendeva l'utilizzo delle armi da fuoco; tra le varie modifiche apportate venne anche abbattuto il mastio dell'XI secolo. Tuttavia Venezia riuscì ad occupare il territorio per soli tredici mesi, fino al giugno del 1509.
Nel secolo successivo il castello venne utilizzato come carcere e come caserma e perdette il suo aspetto medievale. Nel XVIII secolo venne ulteriormente ampliato con bastioni, polveriere e muraglioni; la costruzione di alcune di queste opere fu supervisionata dal matematico e astronomo Edmond Halley.
Il castello fu danneggiato durante i bombardamenti della prima guerra mondiale e oggetto di un restauro filologico negli anni che vanno dal 1934 e il 1937 dall'architetto Ferdinando Forlati, con l'aiuto del genio militare e della soprintendenza delle Belle Arti di Trieste. Si decise di ritornare ad un aspetto medievale del castello e di abbandonare l'intonacatura bianca che la costruzione aveva acquisito durante il Rinascimento.

## Edificio

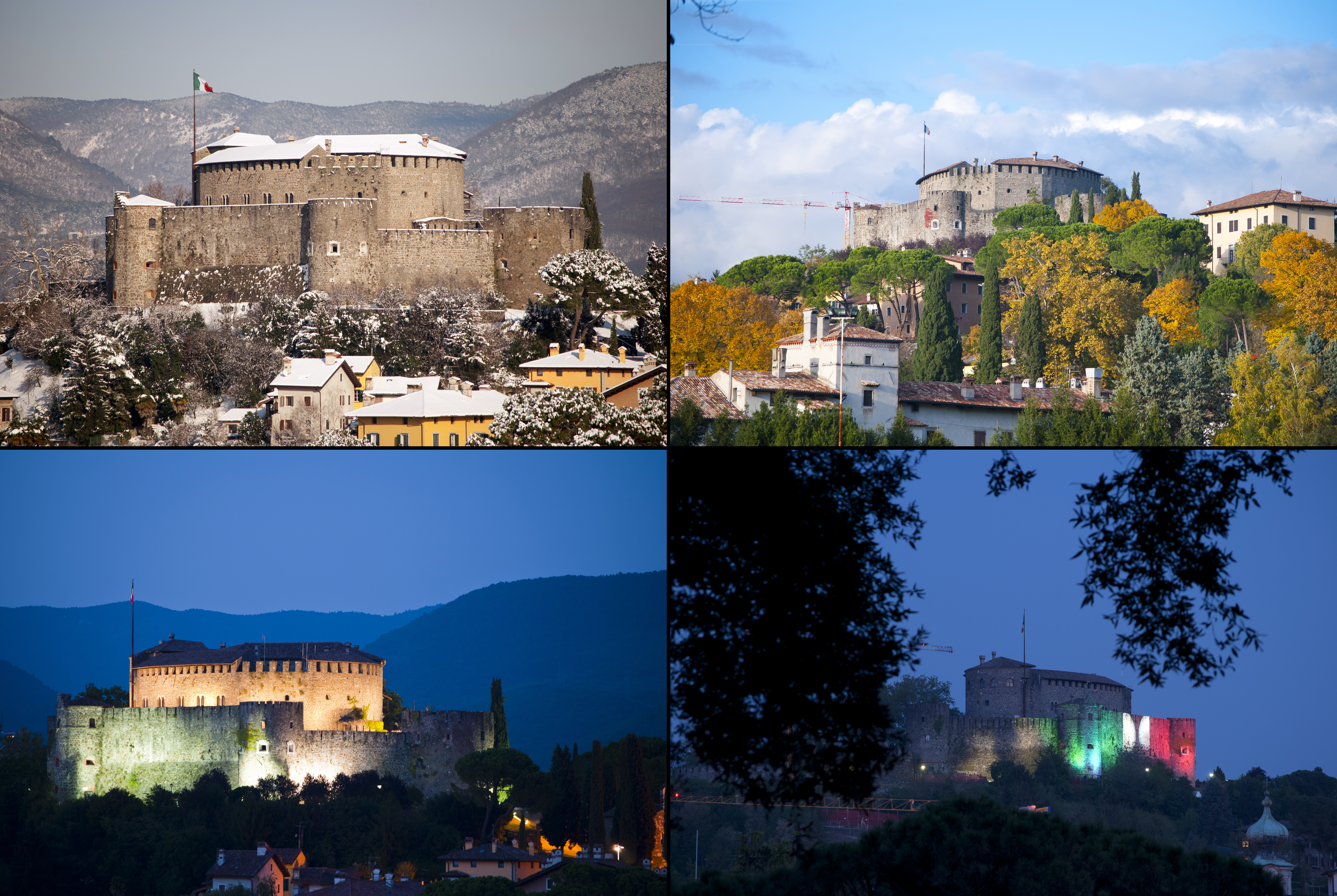
Alcune vedute del castello

Il castello ospita attualmente il Museo del Medioevo Goriziano. Gli interni sono arredati con mobili e suppellettili originali, e fanno mostra riproduzioni di armi bianche e macchine d'assedio. Nel cortile centrale è ancora possibile vedere i resti del vecchio torrione dell'XI secolo. Sopra l'entrata campeggia una statua raffigurante il leone di san Marco, simbolo della Serenissima: pur risalente al XVI secolo, esso non è mai stato utilizzato, a causa della breve dominazione veneziana, fino al 1919, anno in cui è stato collocato nella sua sede attuale. Sulla collina intorno al castello si estende un parco pubblico.

## Eventi
Dal 1981 al 2006 il castello ha ospitato il Premio Sergio Amidei, riconoscimento internazionale dedicato alla miglior sceneggiatura cinematografica.